# Callistethus pulchra
Callistethus pulchra är en skalbaggsart som beskrevs av Blanchard 1851. Callistethus pulchra ingår i släktet Callistethus och familjen Rutelidae. Inga underarter finns listade.